# Makartplatz
Der Makartplatz ist ein Platz im rechts der Salzach gelegenen Teil der Altstadt von Salzburg. Der Platz befindet sich in dem als UNESCO-Weltkulturerbe ausgezeichneten historischen Zentrum der Stadt. Bedeutung besitzt der der Platz nicht nur, weil an diesem Platz die beiden berühmtesten Salzburger Wolfgang Amadeus Mozart und Christian Doppler zeitweilig wohnten, sondern auch als repräsentativer südlicher Zugang zur barocken Gartenanlage von Schloss Mirabell.
Im Westen des Platzes stehen das Landestheater Salzburg und gegenüber das Geburtshaus des Physikers Christian Doppler. Diesem benachbart ist das Tanzmeisterhaus, das heute auch als Mozarts Wohnhaus bekannt ist. Östlich des Platzes steht die Dreifaltigkeitskirche. Von hier führt die Dreifaltigkeitsgasse zum nördlich gelegenen Mirabellplatz.
Der Makartplatz hieß früher nach Hofmarschall Johann Hannibal von Raitenau (1563–1611), dem Bruder von Fürsterzbischof Wolf Dietrich von Raitenau, Hannibalgarten oder Hannibalplatz. Zwischen 1934 und 1938 hieß der Makartplatz Dr.-Dollfuß-Platz und ab 1938 kurzzeitig Adolf-Hitler-Platz. Entgegen der Annahme, der Platz hätte diesen Namen bis 1945 getragen, wurde er spätestens im Jahr 1940 wieder mit dem Namen Makartplatz geführt.

## Geschichte
Zwischen der ersten Stadtmauer vor dem Königs- und Lederergässchen und der zweiten Stadtmauer der Jahre 1465–1480 befand sich im Jahr 1600 noch ein geräumiger Grünraum mit nur wenigen kleinen Häusern samt zugehörigen Gärten und Krautäckern. Erzbischof Wolf Dietrich von Raitenau kaufte diese Gärten großteils und wollte dort für seinen Bruder nächst dem neu erbauten Schloss Altenau auch ein stattliches Lustgebäude mit Bogenlauben und Säulenstellungen bauen und zudem einen großen Garten, der unmittelbar an den Garten von Schloss Altenau anschließen sollte. Im Jahr 1600 verließ sein Bruder wohl nach Familienstreitigkeiten Salzburg und legte sein Amt als Fürsthofmarschall nieder und übersiedelte nach Langenstein. Der Plan zur Erbauung eines Schlosses in diesem Raum wurde darauf nicht weiter verfolgt.
Erst Erzbischof Paris Lodron vollendete den „Hannibalgarten“. Nach dem Bau des Lodronschen Primogeniturpalastes (heute Teil des Neuen Mozarteums) ließ er nicht nur Gärten im Westen des Palastes anlegen, die so die Grünflächen des Mirabellgartens ergänzten, sondern auch zur Altstadt hin nach Süden. Im Verlauf der weiteren Geschichte war bis um 1900 der Hannibalgarten aber großteils als öffentlich begehbarer Platz gestaltet und hieß so auch vielfach Hannibalplatz. Im Jahr 1906 wurde das alte Leihhaus im Osten des Platzes abgerissen, unmittelbar danach erhielt der Platz wieder eine mittige große Grünfläche und wurde auch mit kleineren Bäumen bepflanzt. 1879 erhielt der Platz in Erinnerung an den in der Salzburger Residenz geborenen Maler Hans Makart den heutigen Namen Makartplatz. Damals erhielten aber auch angrenzende Straßennamen neue Bezeichnungen. Der südliche Teil der Dreifaltigkeitsgasse, die den Makartplatz im Osten begrenzt, war zuvor als Andreasgasse bekannt, weil an der Gasse bis 1861 die alte Kirche St. Andreas gestanden hatte. Der nördliche Teil der Dreifaltigkeitsgasse hieß früher Mirabellstraße.

### Die Dreifaltigkeitskirche, das milde Leihhaus und der Hannibalplatz

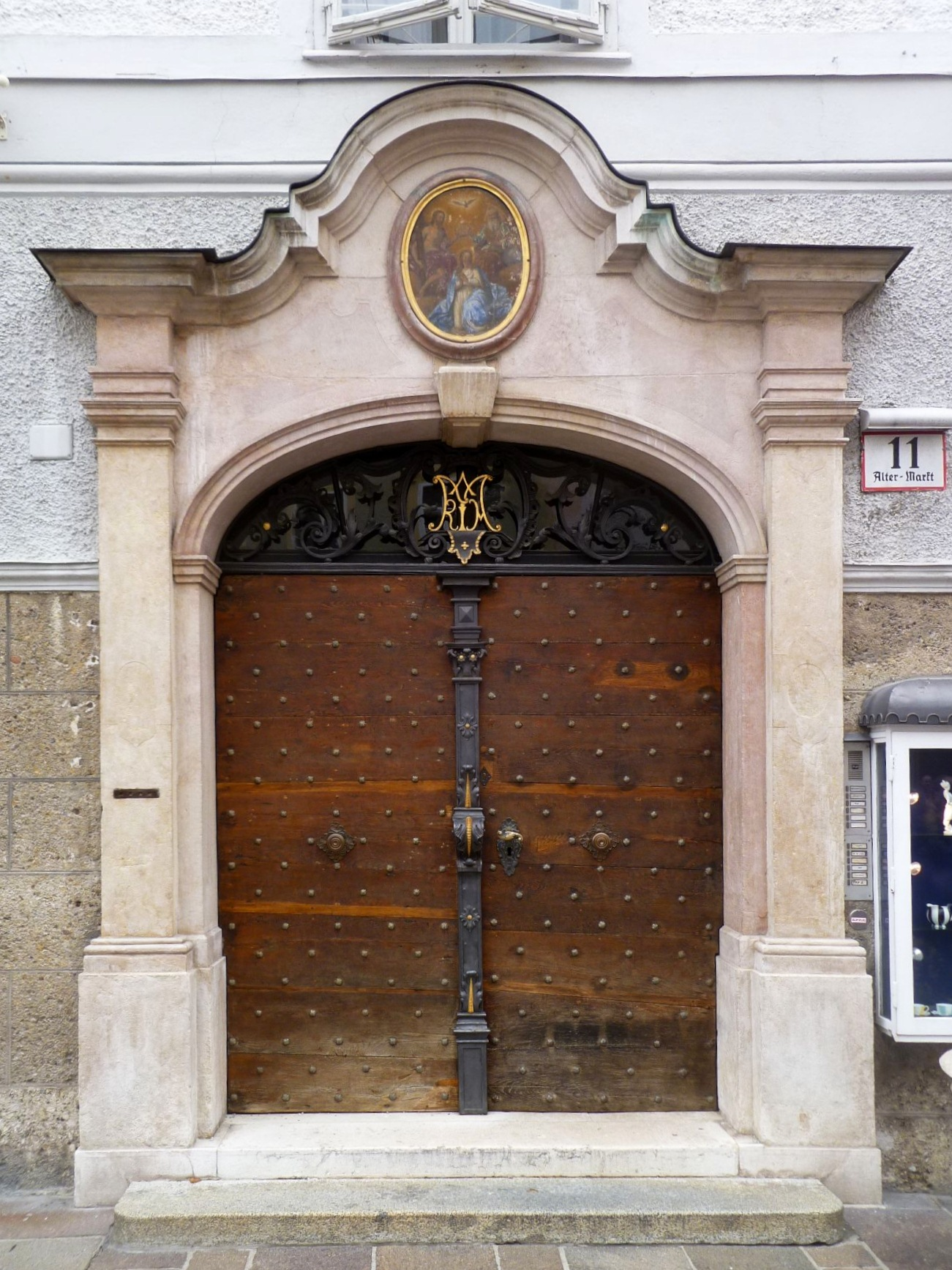
Eingangsportal zum Städtischen Versatzamt (heute Alter Markt 11)

Beim Bau der Dreifaltigkeitskirche im Raum des erweiterten Hannibalgartens bestand bereits ein 1681 erbautes Wohnhaus, das 1747 von Fürsterzbischof Jakob Ernst von Liechtenstein-Kastelkorn zu einem „Mons pietatis“ einem „Milden Leihhaus“ umgewidmet worden war, in dem arme Einwohner der Stadt gegen Hinterlegung eines Pfandes sehr günstige Überbrückungsgelder erhalten konnten.
Das Leihhaus verdeckte aber seit dem Bau der Kirche in den Jahren 1694 bis 1702 teilweise diese neue von Johann Bernhard Fischer von Erlach gestaltete Kirche. Immer wieder wurde argumentiert, dass dies ein Mangel sein sollte, auch wurde wiederholt behauptet, dass das Leihhaus erst nach dem Bau der Kirche errichtet worden wäre. Daher wurden 1757 zur besseren Erkennbarkeit der Kirche hinter dem Leihhaus die Glockengeschoße erhöht und nach dem Stadtbrand von 1818 auch die Turmhaubenaufsätze erhöht. Dadurch wurde das ursprüngliche Erscheinungsbild verfremdet. Die Unzufriedenheit mit dem durch das Leihhaus angeblich „verdeckten“ Kirche führte dazu, dass das Leihhaus 1906 ganz abgerissen wurde und der Platz vergrößert wurde. Gleichzeitig wurde der Platz mit einer mittigen großen Grünfläche neu gestaltet. Das Portal des Milden Leihhauses ziert heute die Hauptanstalt der Sparkasse am Alten Markt.

### Der Pegasus
Nach dem großen Stadtbrand von 1818 wurde die Mirabell-Pferdeschwemme am Mirabellplatz abgerissen. Das geflügelte Pferd von Caspar Gras, 1661 im Auftrag von Fürsterzbischof Guidobald Graf Thun für die Kapitelschwemme auf dem Kapitelplatz geschaffen, stand in der Folge von 1842 bis 1859 auf dem Hannibalplatz. Erst 1913 übersiedelte es in den nahe gelegenen Mirabellgarten, wo es sich in einem Brunnen bis heute Huf schlagend mittig vor dem Schloss Mirabell erhebt.

### Das Sattler-Panorama
Das bekannte Panoramagemälde der Stadt Salzburg von Johann Michael Sattler (1786–1847) und Mitarbeitern, auf Anregung von Kaiser Franz I. gestaltet begann mit dem Malen des über 25 m langen Gemäldes in einem Pavillon im Hof des Überacker-Hauses (heute Makartplatz 6). Nach der Fertigstellung des Gemäldes im Jahre 1829 stellte Sattler sein Bild für einige Monate auf dem heutigen Makartplatz aus.

### Die erste Salzburger lithographische Druckanstalt (Joseph Oberer)
Der Salzburger Druckereibesitzer und Lithograph. Joseph Oberer (1789–1843) übernahm 1813 von seinem Vater die Familien-Druckerei und brachte im Jahr 1831 die neue Drucktechnik der Lithographie nach Salzburg, indem er in Mozarts Wohnhaus eine lithographische Kunstanstalt einrichtete.

### Die geplante Makartgarage
2001 räumte die Stadtgemeinde Salzburg dem Freilassinger Bauunternehmer Max Aicher für den Makartplatz ein 99 Jahre dauerndes Baurecht zum Bau einer PKW-Tiefgarage ein. Die Tiefgarage wurde aber nie gebaut. Während zuerst eine Garage mit 250 Stellplätzen in zwei Ebenen geplant war, waren später wegen des schwierigen Untergrundes und der damit verbundenen hohen Kosten 110 Parkplätze angedacht. Eine Garage mit nur 110 Stellplätzen wurde allerdings von der Stadtpolitik abgelehnt, sie wäre fast ausschließlich eine Garage für Anrainer geworden. Das Baurecht wurde nach 2010 wieder gelöscht, der ehemalige Bauwerber verzichtete gegen Entgelt auf das Projekt.

## Bauwerke

### Dreifaltigkeitskirchebaulich mittig imPriesterseminar Salzburg

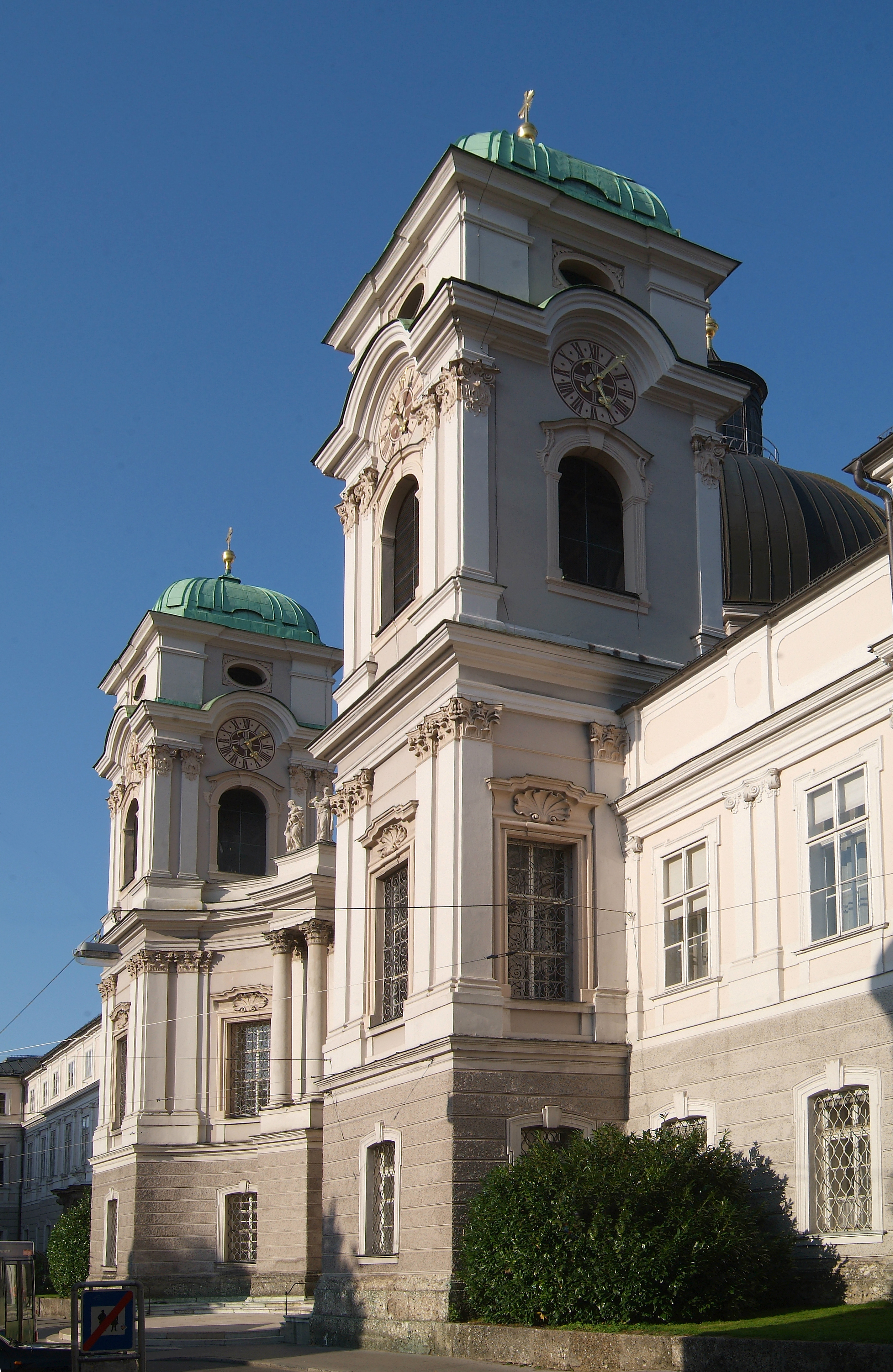
Dreifaltigkeitskirche

Die Dreifaltigkeitskirche wurde als noch heute größte Kirche aus fürsterzbischöflicher Zeit in Salzburg rechts der Salzach in den Jahren 1694 bis 1702 nach Plänen von Johann Bernhard Fischer von Erlach errichtet und gilt als eines der Hauptwerke des Architekten. Bauliche Veränderungen erfolgten im 18. und 19. Jahrhundert. Der Altar wurde ebenfalls von Fischer von Erlach entworfen und das große Kuppelfresco stammt von Johann Michael Rottmayr. Die dreigeschoßigen Flügelbauten der Kirche beherbergen heute das Priesterseminar der Erzdiözese Salzburg.

### DasTanzmeisterhaus– Mozarts Wohnhaus
(Makartplatz 8)
Das Haus ist urkundlich erstmals 1617 erwähnt. Seit 1711 fanden hier, durch ein fürsterzbischöfliches Dekret bewilligt, Tanzveranstaltungen für Adelige statt, die zuerst Lorenz Spöckner und dann dessen Sohn, der hochfürstliche Tanzmeister und Kammerdiener Franz Karl Gottlieb Spöckner leitete, der auch Trauzeuge der Eltern von Wolfgang Amadeus Mozart war. Im großen Tanzmeistersaal wurde dabei nicht nur getanzt, sondern auch die höfische Etikette gelehrt. Nach dem Tod von Franz Spöckner im Jahr 1767 wurde der Tanzmeistersaal von dessen Cousine, bekannt in vielen Mozartbriefen als „Tanzmeister Mitzerl“, als Raum für Veranstaltungen (Hochzeiten etc.) vermietet.

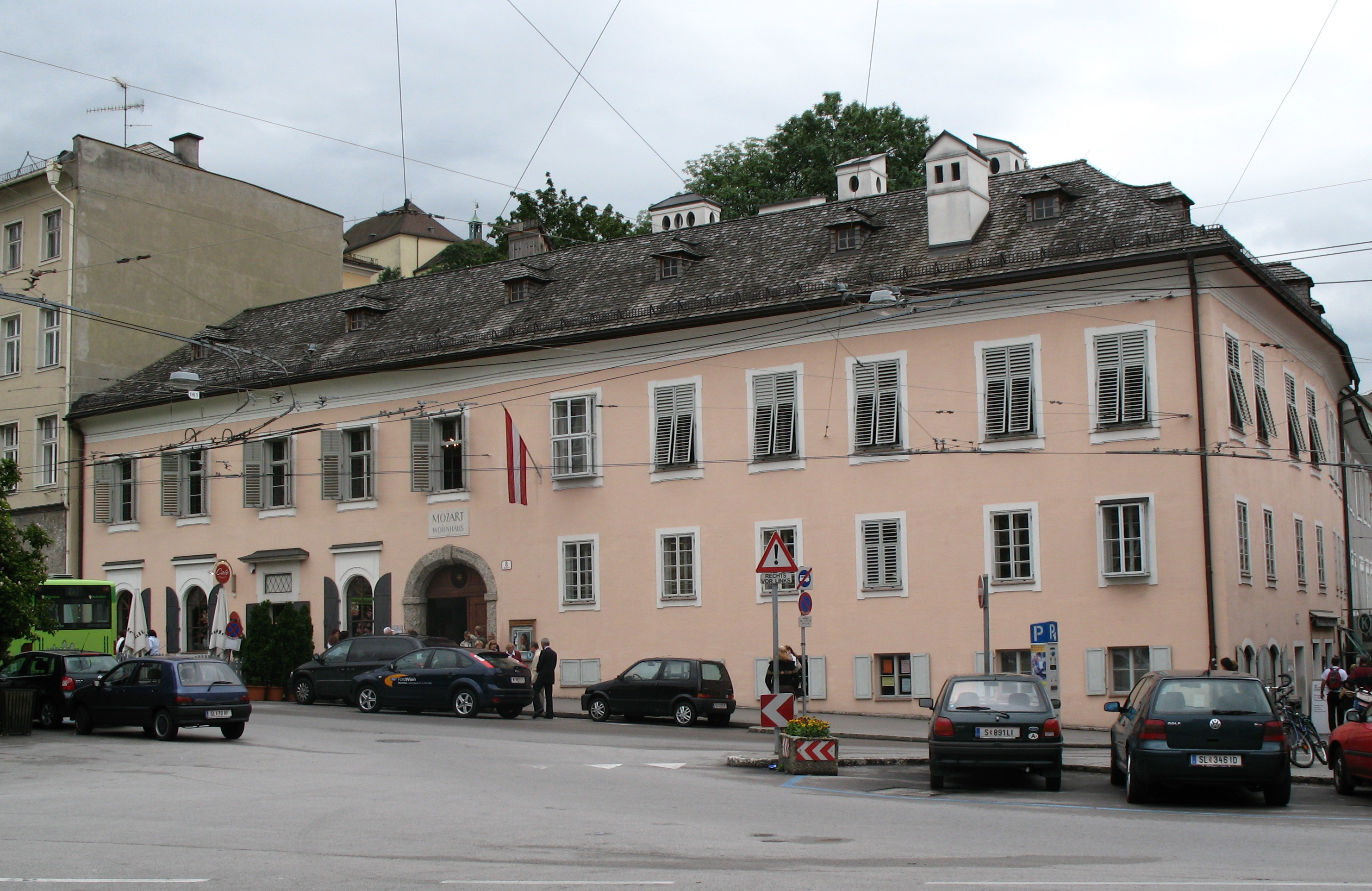
Tanzmeisterhaus

1773 übersiedelte die Familie Mozart in dieses Haus mit seinen acht gemieteten Räumen im ersten Stock, weil die frühere Drei-Zimmer-Wohnung durch den Familienzuwachs zu klein geworden war. Zur Wohnung gehörte auch der große Tanzmeistersaal. In diesem traf die Familie oft mit Musizierfreunden zum gemeinsamen Spiel zusammen, wobei auch Michael Haydn oder der Zauberflöten-Librettist Emanuel Schikaneder zu Gast waren. In diesem Saal, aber auch im Hof des Hauses fanden überdies regelmäßig Scheibenschießen statt, da auch die Familie Mozart der Salzburger Bölzlschützenkompagnie (sie schoss mit einer Art Luftdruckgewehr) angehörte.
Neben dem Tanzmeistersaal gehörte der Musiksaal zur Wohnung, wo Leopold Mozart Kaufinteressierten Klaviere vorführte, die er zum kommissionsweisen Verkauf übernommen hatte.
In den Jahren 1773 bis 1780 komponierte Mozart in diesem Haus eine Fülle von bekannten Werken, so etwa die Haffner-Serenade (KV 250, dem Salzburger Mäzen Sigmund Haffner dem Jüngeren gewidmet), einige Sinfonien (KV 183, 201, 318, 319, und 338), Klavierkonzerte (vor allem KV 242, 271 und 365) sowie einige Messen (u. a. die Krönungsmesse KV 317) und kleine Opern (Il re pastore, König Thamos, Zaide). Er begann hier auch die Arbeit an den später fertiggestellten Singspielen La Finta giardiniera und Idomeneo. 1777 trat die Prager Sängerin Josepha Duschek, befreundet mit Mozart, im Tanzmeisterhaus auf.
Nach der Übersiedlung Wolfgang Amadeus Mozarts nach Wien und der Heirat der Schwester Nannerl nach St. Gilgen lebte Vater Leopold Mozart zuletzt allein in diesen Räumen, nur von seinem „Kuchelmenschen Thresel“ betreut, und verstarb hier am 28. Mai 1787.
1938 gelang es der Internationalen Stiftung Mozarteum erstmals, in diesem Haus drei Räume für eine Mozart-Ausstellung zu mieten. Gleichzeitig waren hier auch das Seminar für Musikerziehung und das Volksliedarchiv untergebracht.
1944 wurde das Haus (ausgenommen der Tanzmeistersaal) durch amerikanische Fliegerbomben weitgehend zerstört. Der damalige Besitzer verkaufte das Haus an eine Versicherung, die anstelle des zerstörten Hausteiles ein Bürohaus errichtete. 1955 erwarb die Stiftung Mozarteum den erhaltenen Teil des Hauses mit dem Tanzmeistersaal und 1989 auch das neue Bürohaus. Ab 1994 wurde das Bürohaus niedergerissen und anschließend der bombenzerstörte Hausteil detailgetreu entsprechend alten Plänen wiederaufgebaut. 1996 wurde in den neuen Räumlichkeiten ein Museum eröffnet, in dem das Leben Mozarts multimedial dokumentiert wird. Der Tanzmeistersaal wird heute als Konzertsaal genutzt.

### Christian-Doppler-Geburtshaus
(Makartplatz 1)

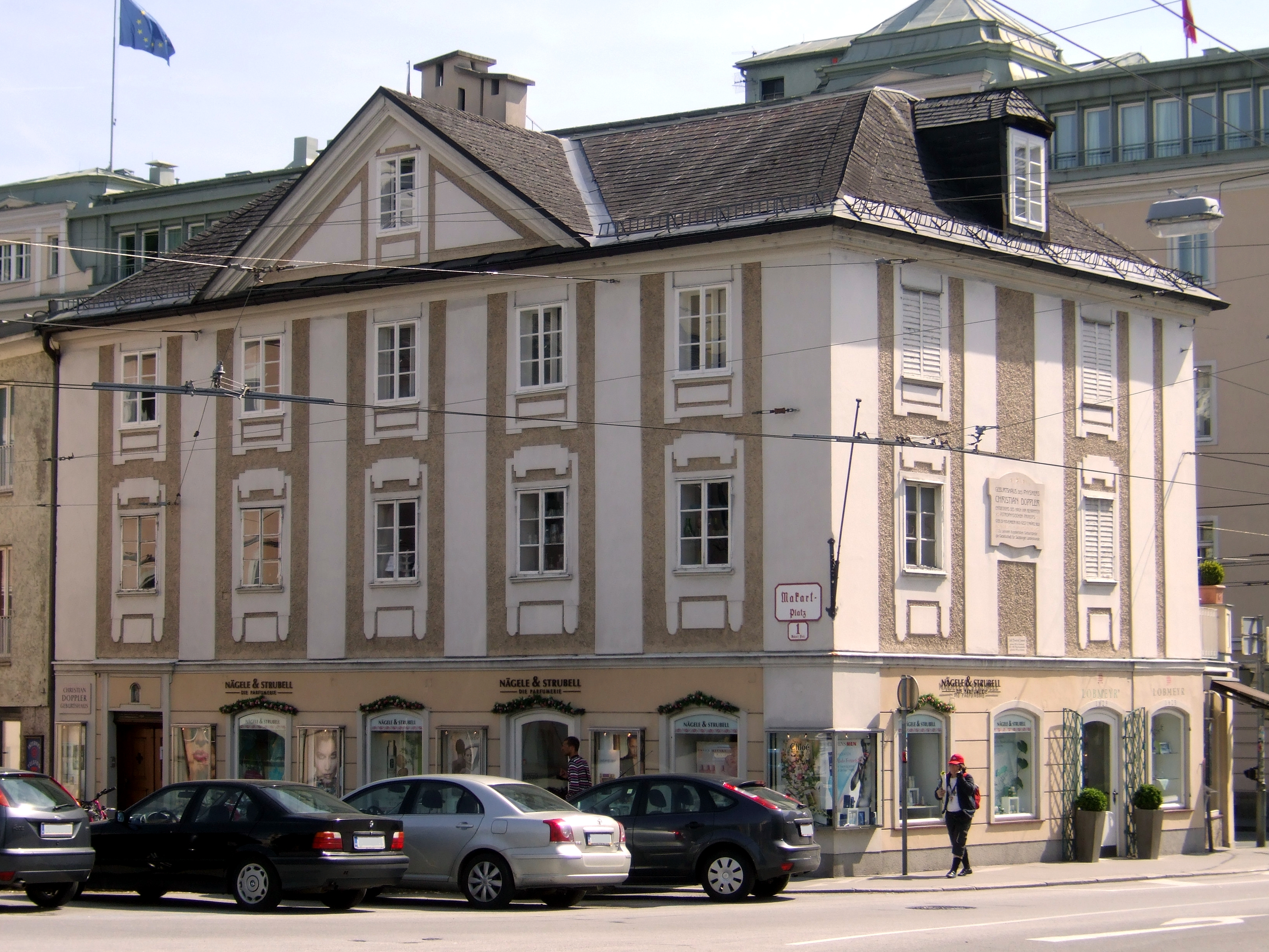
Geburtshaus von Christian Doppler

Dieses Haus wurde Ende des 18. Jahrhunderts erbaut und ist eines der wenigen Beispiele klassizistischer Architektur in Salzburg. Hier wurde der Physiker Christian Doppler (1803–1853) geboren.
Das Geburtshaus liegt gegenüber vom Salzburger Landestheater, eine Gedenktafel der Gesellschaft für Salzburger Landeskunde erinnert dort an den berühmten Physiker. Doppler stammt aus einer Familie von Steinmetzen, er konnte dieses Handwerk aber wegen seiner Lungenkrankheit nicht ausüben.
Das Geburtshaus kann nicht besichtigt werden, es besitzt aber ein kleines Archiv, das dem Physiker gewidmet ist. Lange Zeit war Christian Doppler in Salzburg weitgehend vergessen. Erst spät wurden hier ein Krankenhaus in Liefering, ein Gymnasium an der Salzach in Lehen und ein Platz nach dem Physiker benannt. Auch wird das Leben Christian Dopplers in einer Dauerschau im Haus der Natur gewürdigt.
In diesem Haus lebte auch Joseph Friedrich Hummel (1841, Innsbruck – 1919, Salzburg), der von 1880 bis 1908 Direktor des Salzburger Mozarteums sowie Leiter des Mozarteumorchesters war, kurzzeitig auch Leiter der Salzburger Liedertafel. Auch an ihn erinnert an dem Haus eine Gedenktafel. Die dort gelegene kurze Straße zur Salzach, die Josef-Friedrich-Hummel-Straße, ist nach diesem Musiker benannt.

### Graf-Überacker-Palais
(Dreifaltigkeitsgasse 11 – Makartplatz 6, im Erdgeschoß heute Konsulat der Bundesrepublik Deutschland)
1601 wird dieses Haus erstmals als Neugebäude der Gräfin Maria Katharina Kuen „negst ausser St. Andre Pogn an der Mirabellstraßen“ genannt. 1723 kaufte Wolf Maximilian Graf Überacker das Gebäude und baute es als Adelspalast aus. Beim Umbau des Hauses 1912 blieb die barocke Fassade weitgehend erhalten. Das heutige Barockportal am Makartplatz mit seiner schmiedeeisernen Oberlichte kam ebenfalls 1912 an seinen heutigen Standort. Bis 2011 war hier das Makart-Postamt untergebracht; heute befindet sich hier das Konsulat der Bundesrepublik Deutschland und daneben eine Niederlassung des Bankhauses Spängler. Der Umbau wurde von dem Architekten Fritz Genböck geleitet.

### Landestheater Salzburg
(Makartplatz 2 = Schwarzstraße 22)

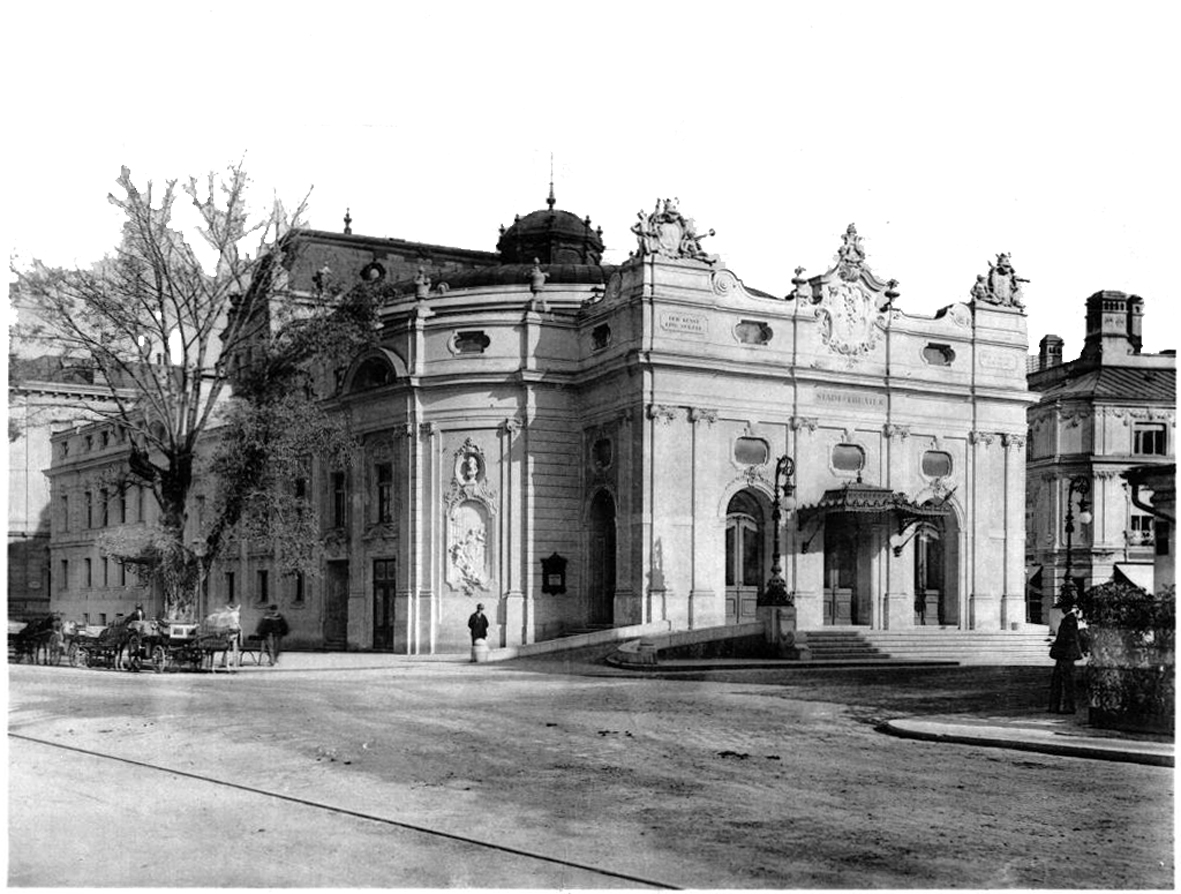
Das Landestheater um 1900

In der Barockzeit war Salzburg ein Mittelpunkt des Theater- und Komödiantenwesens. Als Hoftheater wurde zuerst die Alte Residenz genutzt, aber auch in der Aula der Alten Universität und im Steintheater in Hellbrunn fanden Aufführungen statt.
Vom Geist der Aufklärung getragen, war für Fürsterzbischof Colloredo das Theater als Ort der Bildung und Erziehung besonderes wichtig, das breiten Bevölkerungskreisen zugänglich gemacht werden sollte. 1775 ließ er daher das alte 1632 errichtete Ballhaus am Hannibalplatz (ein Haus, das dem Ballspiel diente) zu einem erst provisorischen Theatersaal umbauen. Ein weiterer Umbau folgte in den Jahren 1787 bis 1791. Colloredo schuf damit erstmals ein zeitgemäßes Salzburger Theaterhaus. Dieses Schauspielhaus hieß nach 1816 k.k. Nationaltheater. Es besaß außer drei Sitzplatzreihen (mit insgesamt nur 33 Plätzen) ausschließlich Stehplätze. 1892 wurde dieses Theater weitgehend abgerissen und am gleichen Ort neu errichtet. Dieser Neubau war von den führenden Architekten Helmer und Fellner geplant worden. Die Neueröffnung des neuen Stadttheaters fand 1893 statt. Bei diesem Umbau wurde die Theaterbühne von der Südseite des Hauses auf die Nordseite desselben verlegt. 1938/39 wurde von J. Holzinger und Paul Geppert das Landestheater erneut umgestaltet, da sich die Bühne und das Pausenfoyer als zu klein erwiesen hatten. Nunmehr bekam das Haus eine Drehbühne, auch wurde der Balkon über dem Haupteingang neu hinzugefügt.

### Hotel Bristol
(Makartplatz 4)
Das Hotel Bristol wurde im Jahr 1893 errichtet. Zuvor hatte hier in den Jahren 1887 bis 1892 das erste Salzburger Elektrizitätswerk – die Centralstation der Electricitaets-Werke Salzburg – bestanden. Das neue Hotel war das erste Hotel rechts der Salzach, welches eine elektrische Beleuchtung besaß, und nannte sich „Electricitaets-Hotel“. Zu den zahlreichen prominenten Gästen des Hauses zählten unter anderem Kaiser Franz Josef und Sigmund Freud.

## Platzgestaltung

### Die Bronzeskulptur „Caldera“

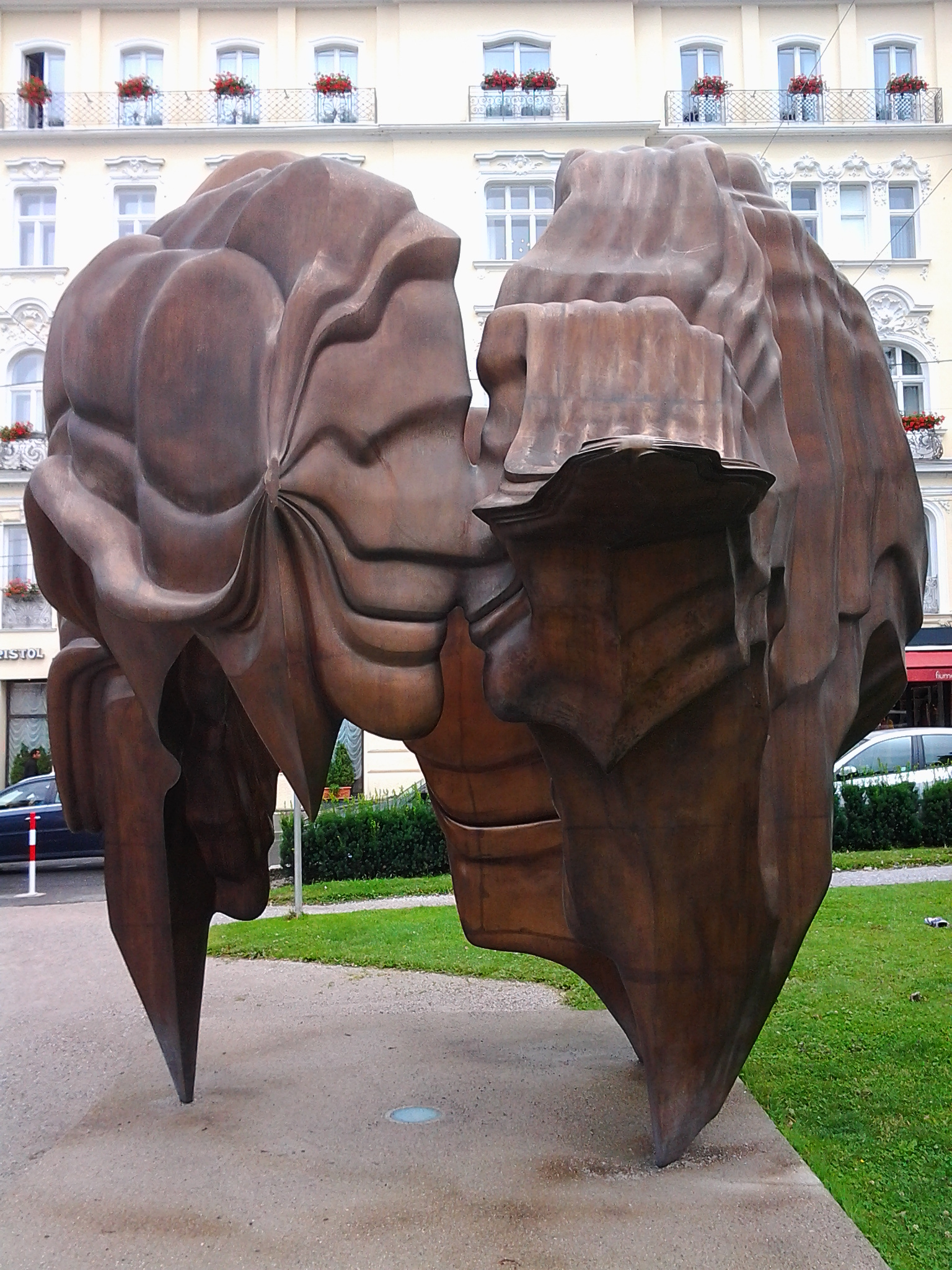
Tony Cragg: Caldera (2008)

Im Jahr 2008 wurde in der Mitte des Makartplatzes eine Skulptur des englischen Künstlers Tony Cragg aufgestellt. Die aus patinierter Bronze bestehende Plastik soll, als Objekt einer „zweckfreien“ Kunst, einen Kontrapunkt darstellen zu dem vom praktischen Nutzen geprägten, weil verkehrsreichen Platz. Der aus der Geologie stammende Begriff Caldera – einen Kraterkessel bezeichnend – verweist nicht nur auf die kesselartige Lage Salzburgs und auf die zentrale Stelle der Skulptur auf dem Platz, sondern besonders auch auf die Landschaft der begehbaren Skulptur: Sie zeigt je nach Standpunkt des Betrachters verschiedene „Landschaften“ in Form von menschlichen Profilen.

## Nachweise
- Bernd Euler, Ronald Gobiet, Horst Huber: Dehio Salzburg – Stadt und Land. Verlag Anton Schroll & Co, Wien 1986, ISBN 3-7031-0599-2.
- Franz Valentin Zillner: Geschichte der Stadt Salzburg, Sonderbände der Gesellschaft für Salzburger Landeskunde, Salzburg 1885.

1. ↑  dhm: Bild von der Umbenennung 1938
2. ↑  Franz Martin: Salzburger Straßennamen. Verzeichnis der Straßen, Gassen, Plätze, Wege, Brücken und Tore mit Erklärung ihrer Namen. 4. durchgesehene und wesentlich überarbeitete Auflage. Selbstverlag der Gesellschaft für Salzburger Landeskunde, Salzburg 1995, S. 149.
3. ↑  Franz Martin: Salzburger Straßen. Verzeichnis der Straßen, Plätze und Wege und Erklärung ihrer Namen. 1. Auflage. Verlag "Das Bergland-Buch", Salzburg 1940, S. 72.
4. ↑  Vgl. dazu die Ausführungen auf der Informationstafel neben der Skulptur.

Koordinaten: 47° 48′ 12″ N, 13° 2′ 40″ O